# Estadio Municipal Lucio Fariña Fernández
Das Estadio Municipal Lucio Fariña Fernández ist ein Fußballstadion in der chilenischen Stadt Quillota. Das 1940 gebaute Stadion wurde von 2007 bis 2010 renoviert und ist im Besitz der Stadt Quillota. Es bietet Platz für 7703 Zuschauer. Der Fußballclub CD San Luis de Quillota trägt hier seine Heimspiele aus. Auch Teams aus der Hauptstadt Santiago nutzten das Stadion als Ausweichort für Heimspiele.

## Geschichte
Pläne für einen Stadionbau gab es schon deutlich länger, aber erst 1940 konnte mit dem Bau Calle Bulnes begonnen werden. Aus administrativen und bautechnischen Gründen dauerte es bis 1946 oder 1947, bis das Stadion eröffnet werden konnte.
Seit den 1950er Jahren wird die Anlage vom CD San Luis genutzt, der zeitweise erfolgreich in der Primera División spielte. Als 1955 die Osttribünen des Stadions gebaut wurden, tauchten archäologische Überreste auf, die dem Bato-Kulturkomplex und der Aconcagua-Kultur entsprachen. Mehr als fünfzig Gefäße, Knochenwerkzeuge, Steine und Schmuck wurden geborgen. 1998, als die Installation von Erdgas in der Calle Arauco, ein Block östlich des Stadions, durchgeführt wurden, tauchten weitere historische prähispanische Überreste auf, die mit derselben Siedlung verbunden waren.
Am 29. Oktober 2002 beschloss die Gemeinde Quillota auf Wunsch von Bürgermeister Luis Mella, dem Stadion den Namen von Lucio Fariña Fernández zu geben, einem herausragenden Förderer des Sports in Quillota mit einer herausragenden Karriere als Athlet, Offizieller und Sportjournalist. Lucio Fariña starb am 14. Februar 2015.

## Abriss und Neubau
Von 2007 bis 2010 wurde das bisherige Stadion abgerissen und nach den Plänen der Architekten Juan Zorrilla Pizarro, Daniela Guzmán Vergara und Giselle Zernott Ainzúa neu gebaut. Bei der offizielle Eröffnung waren ranghohe Politiker und Sportler sowie Namensgeber Lucio Fariña Fernández anwesend. Das Stadion entspricht nun den FIFA-Regularien. Das erste Spiel nach der Eröffnung gewann San Luis gegen CD Universidad de Concepción am 15. September 2010 mit 1:0.

## Gelände
Das Stadiongelände umfasst zwei Turnhallen und einen Parkplatz für 500 Fahrzeuge. Es befindet sich zudem eine Bühne auf dem Gelände, die für künstlerische Veranstaltungen genutzt werden kann. Zudem wurde ein Museumsraum zur Ausstellung der Fundstücke aus den früher hier lebenden Kulturen eingerichtet. Im Jahr 2020 wurde das Stadion zur Bekämpfung der COVID-19-Pandemie genutzt, indem die Gesundheitsbehörde dort die Nachverfolgung positiv getesteter Personen verwaltete und Medikamente verteilte.